# Виктория (Галия)
Вижте пояснителната страница за други личности с името Виктория.
Вижте пояснителната страница за други личности с името Виктория.
Виктория също Витрувия (Victoria; Vitruvia) е императрица на Галската империя през 270/271 г.
Тя е майка на Марк Пиавоний Викторин, наричан Викторин, който е император на Галската империя от 269 до 271 г. Баба е на Викторин Младши, който бил съ-регент Цезар на баща си.
Произлиза от богата галска фамилия. Тя носи титлите Mater Castrorum и Августа и има свои монети. Виктория поема властта след убийството на Викторин в началото на 271 г. в Кьолн от Атициан (на латински: Attitianus), вероятно понеже съблазнил съпругата му и го издига като Бог.
Тя първо провъзгласила внука си Викторин Младши за император, но той бил убит. След това чрез подкупи на войската тя прокламира и поставя за император Тетрик I, който преди това е управител на Аквитания.